# Uralbia parva
Uralbia parva är en kvalsterart som beskrevs av Cook 1983. Uralbia parva ingår i släktet Uralbia och familjen Aturidae. Inga underarter finns listade i Catalogue of Life.